# Ulrich Schöllkopf
Ulrich Schöllkopf (* 11. Oktober 1927 in Ebersbach an der Fils; † 6. November 1998 in Göttingen) war ein deutscher Chemiker.

## Leben und Werk
Schöllkopf studierte Chemie an der Universität Tübingen, wo er 1956 bei Georg Wittig mit einer Dissertation über die später so genannte Wittig-Reaktion promovierte. Er folgte Wittig nach Heidelberg, wo er sich 1961 habilitierte und anschließend als Privatdozent wirkte.
1964 nahm er einen Ruf an das Institut für Organische Chemie der Universität Göttingen an, zunächst als außerordentlicher Professor, ab 1968 als ordentlicher Professor und Direktor. 1976 wurde er zum ordentlichen Mitglied der Göttinger Akademie der Wissenschaften gewählt.
1984 wurde Schöllkopf mit der Liebig-Denkmünze der Gesellschaft Deutscher Chemiker ausgezeichnet.
Schöllkopf ist ein Großonkel des Ethnologen Dieter Haller.

## Werke
- (mit Georg Wittig) Über Triphenyl-phosphin-methylene als olefinbildende Reagenzien. Ber. d. Dt. Chem. Ges. 87(9):1318 - 1330, 1954